# Rotorbinella
Rotorbinella es un género de foraminífero bentónico de la familia Discorbidae, de la superfamilia Discorboidea, del suborden Rotaliina y del orden Rotaliida. Su especie tipo es Rotorbinella colliculus. Su rango cronoestratigráfico abarca desde el Cenomaniense superior (Cretácico superior) hasta la Actualidad.

## Clasificación
Se han descrito numerosas especies de Rotorbinella. Entre las especies más interesantes o más conocidas destacan:
- Rotorbinella campanulata
- Rotorbinella colliculus
- Rotorbinella mira

Un listado completo de las especies descritas en el género Rotorbinella puede verse en el siguiente anexo.
En Rotorbinella se ha considerado el siguiente subgénero:
- Rotorbinella (Discorbina), aceptado como género Discorbina